# 威尔顿剧院
佩利西耶大厦（Pellissier Building）和威尔顿剧院（Wiltern Theatre）位于美国加利福尼亚洛杉矶韩国城的西部边缘，威尔希尔大道和西部大道东南转角，高12层。它建于1931年，被认为是美国最好的装饰艺术建筑之一。
洛杉矶地铁紫线的西部终点威尔希尔/西部站位于剧院对面。
威尔顿剧院得名于两条马路的名称（Wilshire 和 Western）。佩利西耶大厦以拥有土地的家族命名。 
佩利西耶大厦和威尔顿剧院被列入国家史迹名录，并列为洛杉矶历史文化古迹。

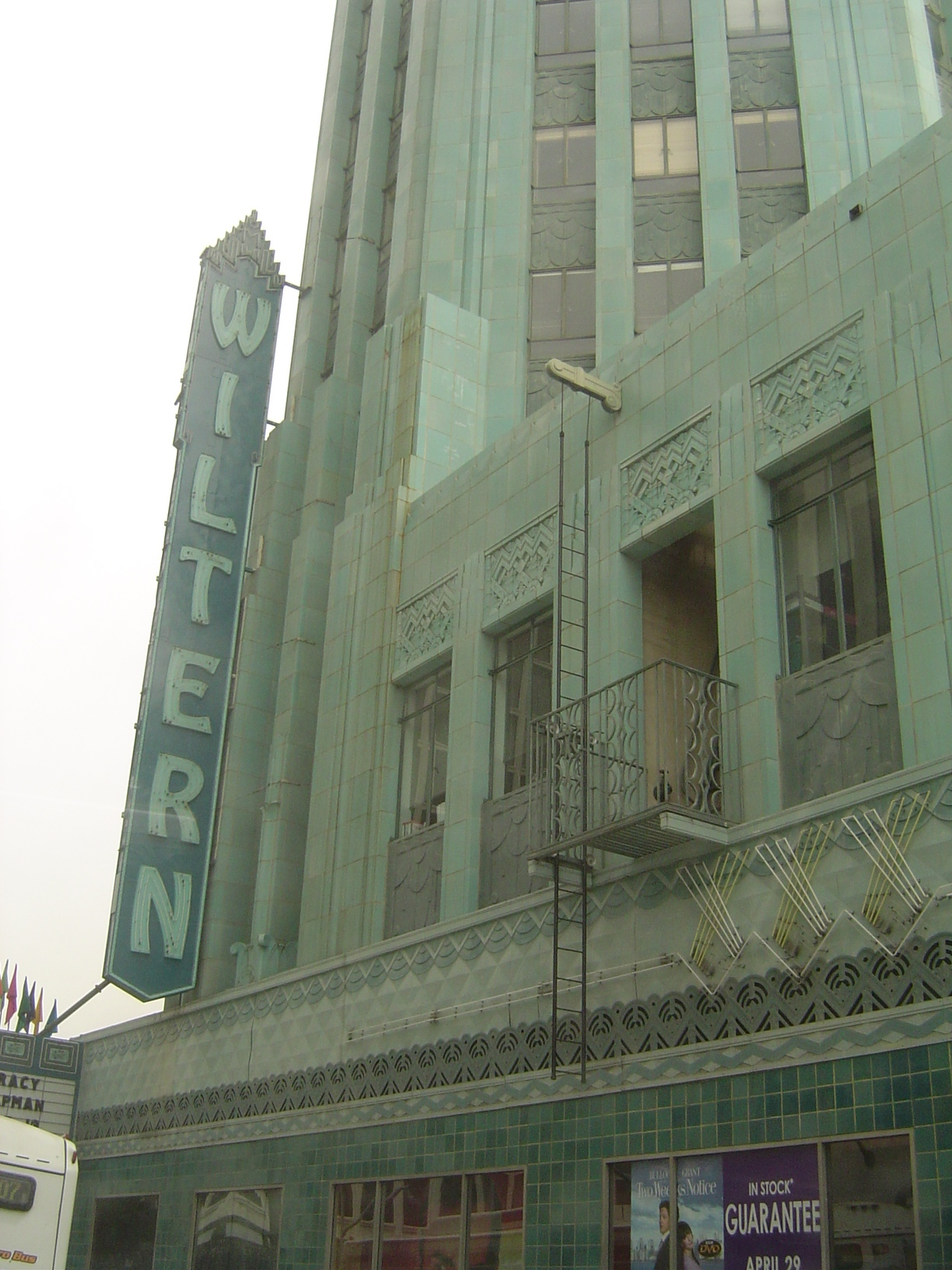
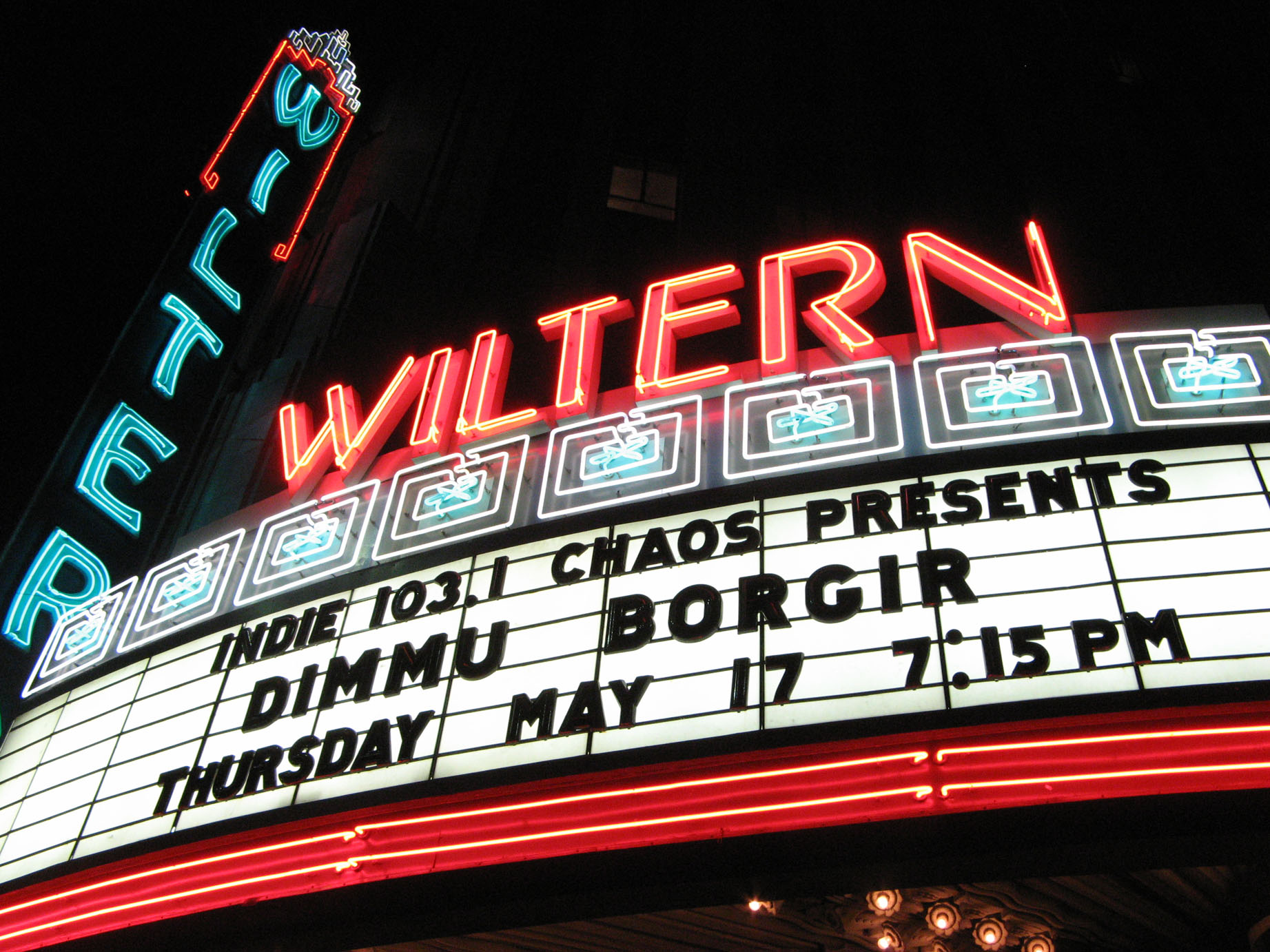
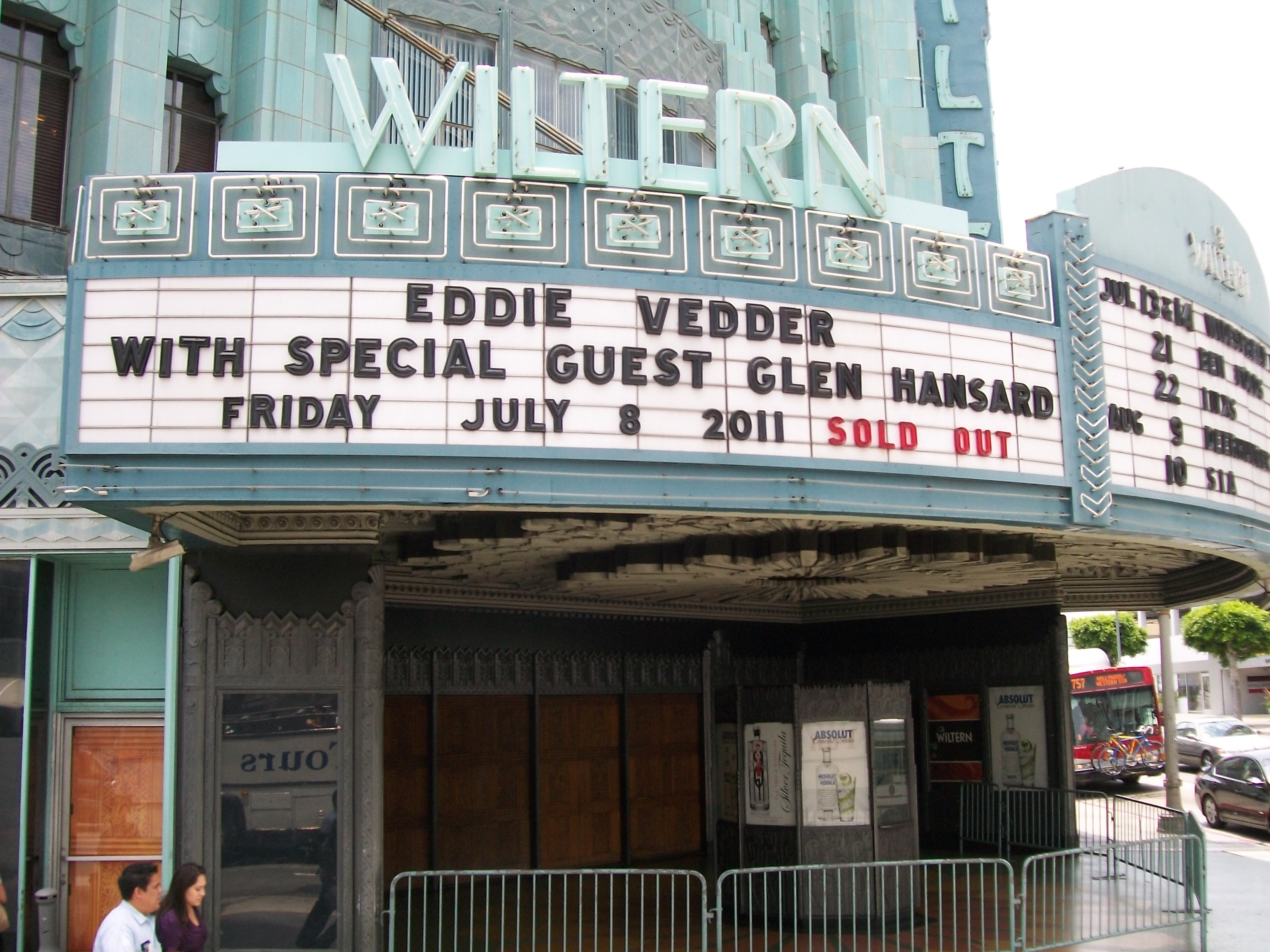